# Mutual Friends
Mutual Friends är debutalbumet av den tysk-schweiziska musikgruppen Boy. Det gavs ut den 2 september 2011 och innehåller 13 låtar. 4 av låtarna gavs ut som singlar.

## Låtlista
| Nr  | Titel                 | Längd |
| --- | --------------------- | ----- |
| 1.  | This Is the Beginning | 3:31  |
| 2.  | Waitress              | 3:14  |
| 3.  | Army                  | 3:10  |
| 4.  | Little Numbers        | 3:41  |
| 5.  | Drive Darling         | 4:24  |
| 6.  | Railway               | 3:54  |
| 7.  | Waltz for Pony        | 3:42  |
| 8.  | Boris                 | 3:20  |
| 9.  | Oh Boy                | 3:37  |
| 10. | Skin                  | 4:06  |
| 11. | Silver Streets        | 5:31  |
| 12. | July                  | 5:52  |
| 13. | Drive Darling         | 3:45  |

Spår 13 är en akustisk version.

## Listplaceringar
| Lista     | Topplacering |
| --------- | ------------ |
| Frankrike | 122          |
| Schweiz   | 6            |
| Tyskland  | 9            |
| Österrike | 64           |